# Giovanni Zanni
Giovanni Zanni (Casale Monferrato, 19 febbraio 1904 – Omegna, 9 febbraio 1974) è stato un calciatore e allenatore di calcio italiano.

## Palmarès

### Giocatore

#### Competizioni nazionali
- Prima Divisione: 1

Perugia: 1932-1933

### Allenatore

#### Competizioni regionali
- Prima Divisione: 1

Verbania: 1945-1946